# Heinrich Ernst Kayser
Heinrich Ernst Kayser (sinh 16 tháng 4 1815 tại Altona, Hamburg – 17 tháng 1 năm 1888 tại Hamburg) là một nghệ sĩ violin, viola, nhà sư phạm âm nhạc và nhà soạn nhạc người Đức.

## Các tác phẩm chọn lọc
- Hòa tấu bộ đôi lớn Si giáng trưởng chính cho kèn clarinet (hoặc violin) và viola, Op. 2
- 36 Etudes cho violin, Op. 20
- Hòa tấu bộ đôi cho kèn clarinet và viola, Op. 27 (1865)
- Neueste Methode des Violinspiels, Op. 32
- 4 Sonatas cho violin, Op. 33
- 36 Etudes cho viola, Op. 43
- Nouvelle méthode d'alto (Phương pháp Viola mới; Neue Schule für Bratsche), Op. 54 (xuất bản khoảng năm 1880)
- 4 Kinder-Sonatinen, Op. 58